# Пансионат Отдыха «Игуменка»
Пансионат отдыха «Игуменка» — населенный пункт в Конаковском районе Тверской области. Входит в состав Городенского сельского поселения.

## География
Находится в юго-восточной части Тверской области на расстоянии приблизительно 11 км на север от поселка Редкино на правом берегу Волги.

## История
Населенный пункт расположен на территории бывшего Александровского женского монастыря. В 1918 году здесь действовала Московская кавалерийская школа, с 1923 года детский дом. Сам пансионат был основан в 1950 году. Ныне действует.

## Население
Численность населения: 149 человек (98 % русские) в 2002 году, 141 в 2010.